# Новониколаевка (Дагестан)
Новоникола́евка — село в Тарумовском районе Дагестана. Входит в состав Уллубиевского сельсовета.

## География
Село находится на левом берегу реки Таловка, напротив посёлка городского типа Комсомольский, на расстоянии 16 км к юго-востоку от села Тарумовка, административного центра района.

## Население
| 1914 | 1926 | 1970 | 1989 | 2002 | 2010 | 2021 |
| ---- | ---- | ---- | ---- | ---- | ---- | ---- |
| 114  | ↗308 | ↗638 | ↘553 | ↗644 | ↗715 | ↗781 |

### Национальный состав
По данным Всесоюзной переписи населения 1926 года:
| № | Национальность | Численность, чел. | Доля |
| - | -------------- | ----------------- | ---- |
| 1 | русские        | 288               | 94 % |
| 2 | цыгане         | 20                | 6 %  |

По результатам Всероссийской переписи населения 2010 года:
| № | Национальность | Численность, чел. | Доля   |
| - | -------------- | ----------------- | ------ |
| 1 | даргинцы       | 360               | 50,3 % |
| 2 | русские        | 211               | 29,5 % |
| 3 | аварцы         | 58                | 8,1 %  |
| 4 | лакцы          | 44                | 6,2 %  |
| 5 | ногайцы        | 27                | 3,8 %  |
| 6 | другие         | 15                | 2,1 %  |